# Josef Hoffmann
Josef Hoffmann (ur. 15 grudnia 1870 w Pirnitz, zm. 7 maja 1956 w Wiedniu) – austriacki architekt i projektant sztuki użytkowej (mebli, tkanin, szkła, metaloplastyki i dzieł jubilerskich), współzałożyciel Secesji Wiedeńskiej i w 1903 Warsztatów Wiedeńskich, na którego olbrzymi wpływ wywarł Otto Wagner. 

## Życiorys
Konsekwentnie realizował w swoich projektach architektonicznych zasadę regularnego geometrycznego ornamentu, co było cechą charakterystyczną dla całej secesji wiedeńskiej, np. tzw. Palais Stocklet w Brukseli z 1905-1911 i budynek sanatorium w Purkersdorfie z 1903-1904. Geometryczno-graficzny charakter jego projektów podkreślało używanie białego koloru.
W 1907 roku przyłączył się do Werkbundu.
Pochowany na Cmentarzu Centralnym w Wiedniu.

## Dzieła
- sanatorium Westend – Purkersdorf, Wiedeń, 1904,
- wystrój kabaretu Fledermaus, Wiedeń, 1907,
- bliźniak dla Kolomana Mosera i Carla Molla na wzgórzu Hohe Warte, Wiedeń, 1901-1903,
- pałac Stocleta, Bruksela, 1905-1911,
- wystrój wnętrza domu rodzinnego, Brtnice koło Jihlavy, 1907,
- dom Primavesich, Kouty nad Desnou, 1914,
- willa Primavesich w Wiedniu, 1913-1915,
- przebudowa Willi Primavesich w Ołomuńcu, 1916-1917,
- dom Zygmunta Berla, Bruntál, 1919-1920,
- willa Fritza Grohmanna, Vrbno pod Pradědem, 1920-1921,
- dom Soni Knipsovej, Wiedeń, 1924,
- domy szeregowe i bloki na wystawie Werkbundu, Wiedeń, 1930-1932,
- srebrne i żelazne przedmioty, często zdobione szachownicą lub wzorami perforowanymi,
- meble.

## Galeria

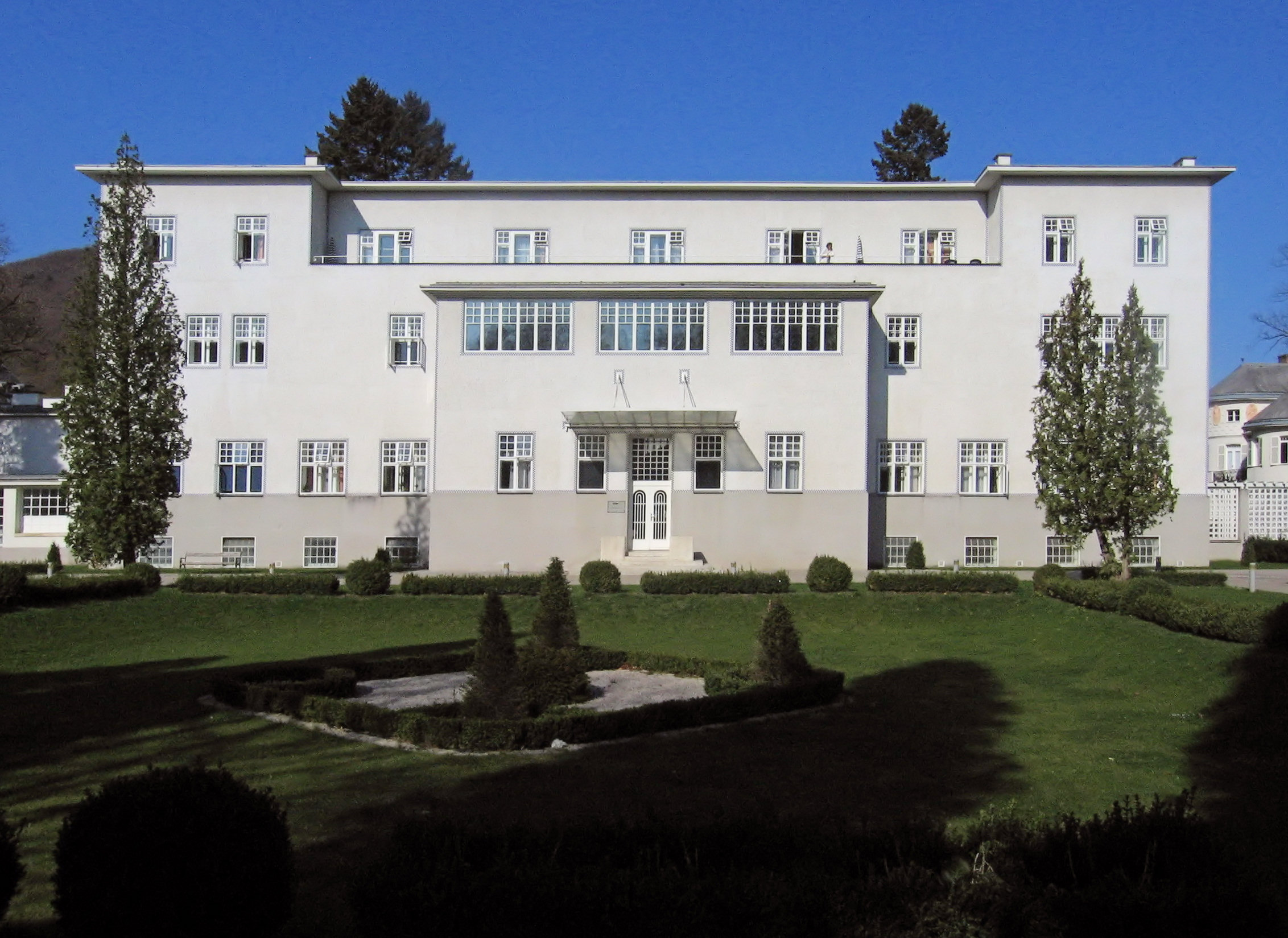
Sanatorium w Purkersdorfie, 1904
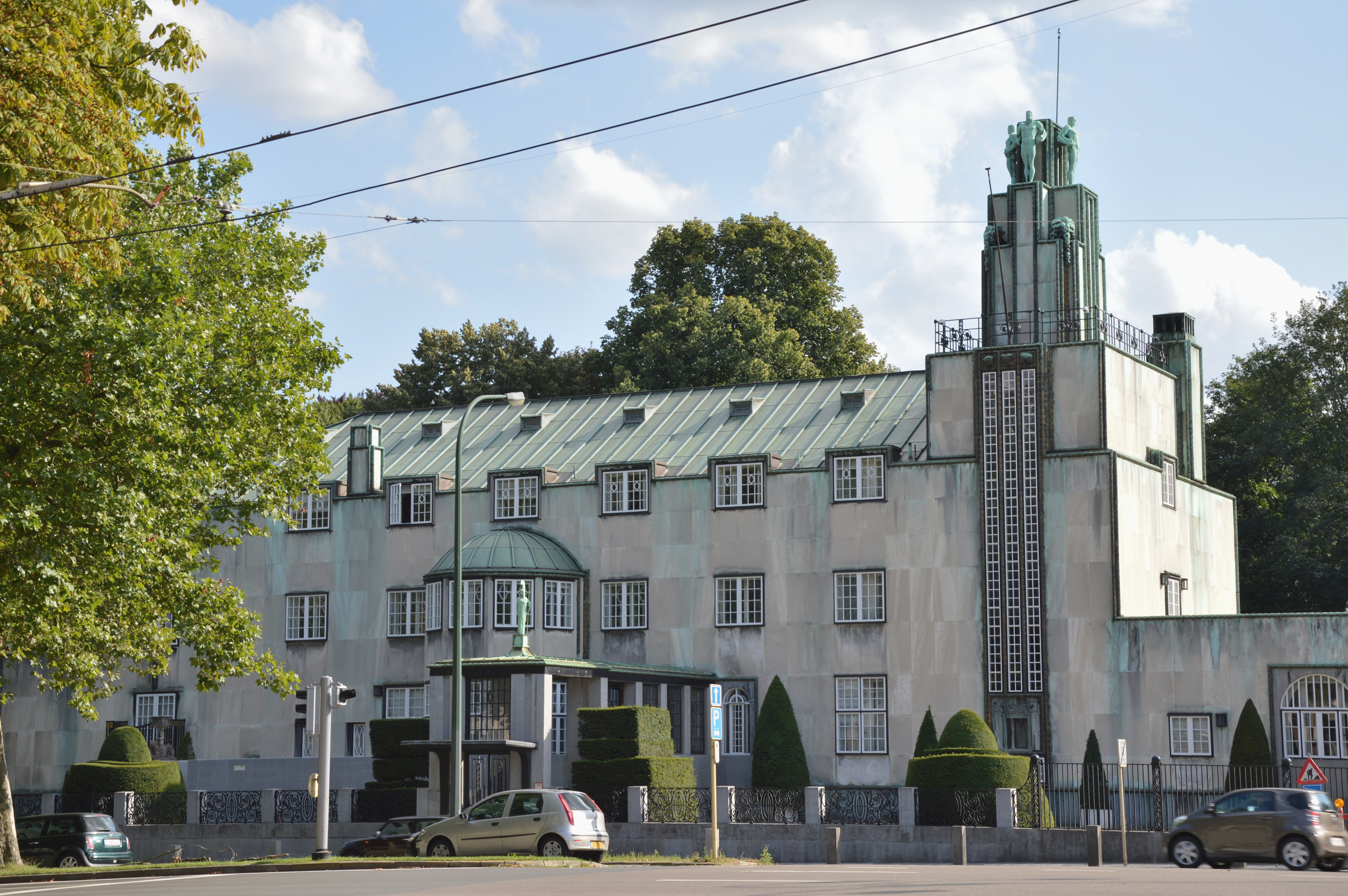
Pałac Stockleta w Brukseli, 1905